# Brooks Airport
Brooks Airport är en flygplats i Kanada.   Den ligger i provinsen Alberta, i den södra delen av landet, 2 700 km väster om huvudstaden Ottawa. Brooks Airport ligger 755 meter över havet.
Terrängen runt Brooks Airport är platt. Närmaste större samhälle är Brooks, 6,3 km sydost om Brooks Airport. 
Trakten runt Brooks Airport består till största delen av jordbruksmark. Runt Brooks Airport är det ganska tätbefolkat, med 239 invånare per kvadratkilometer.